# The Great Diamond Robbery (film 1914)
The Great Diamond Robbery  è un film muto del 1914 diretto da Edward A. Morange.

## Produzione
Il film fu prodotto dalla Playgoers Film Company.

## Distribuzione
Il film - presentato da Eugene Cline - uscì nelle sale cinematografiche USA il 23 marzo 1914.